# Weekends (Kurzfilm)
Weekends ist ein Independent-Zeichentrick-Kurzfilm von Trevor Jimenez aus dem Jahr 2017. Der Film entstand durch ein Kooperationsprogramm von Pixar, für die Jimenez als Animator arbeitet. Der Kurzfilm ist inspiriert von Jiminez' Kindheit als Scheidungskind, das die Woche über bei seiner Mutter in Hamilton (Ontario) und an den Wochenenden bei seinem Vater in Toronto verbrachte. Der Film wurde erstmals am 18. Oktober 2017 auf dem Warschauer Filmfestival gezeigt, wo er auch mit dem Preis für den Besten Kurzfilm ausgezeichnet wurde.
Für die 91. Oscarverleihung wurde der Film für den besten animierten Kurzfilm nominiert.

## Inhalt
Der Film spielt im Toronto der 1980er Jahre und zeigt einen sechs- oder sieben Jahre alten Jungen im Laufe eines Jahres. Die Woche verbringt er bei seiner alleinerziehenden Mutter, die Wochenenden bei seinem Vater. In dem Film wird nicht gesprochen. Der Film wechselt fließend zwischen Realitäts- und Traumsequenzen, in denen der Junge die Aspekte seiner getrennten Familie verarbeitet. Er beobachtet, wie neue Lebensabschnittsgefährten bei seinen Eltern kommen und (im Falle seiner Mutter) wieder gehen. Während sein Vater einen hedonistischen Lebensstil mit einem ausgelebten Sammlerdrang von japanischen Samuraidevotionalien pflegt, mit seinem Sohn Duck Hunt spielt und sich schließlich verlobt, kämpft seine Mutter mit dem Alltag, macht noch eine Buchhalterausbildung und spielt melancholische Musik am Klavier.

## Hintergrund
Jimenez verbrachte zehn Jahre damit, den Film zu machen. Ihm halfen 27 Animatoren und Künstler beim Erstellen des Films.
Die Zerbrochenheit der Familie zeigt Jiminez mithilfe von surrealen Darstellungen mit deutlich künstlerischem Anspruch und durch die Verwendung vieler eingeschobener Traumsequenzen. Für die Traumsequenz komponierte Andrew Vernon Musik, ansonsten kommt bei der Mutter Klaviermusik (Erik Saties Gymnopédies 1 und 2) und beim Vater Money for Nothing von den Dire Straits zu Gehör.

## Auszeichnungen
Bei der Oscarverleihung 2019 wurde der Film als Bester animierter Kurzfilm nominiert.
Zuvor hatte er bereits 22 Auszeichnungen erhalten und war auf 66 Festivals gezeigt worden.